# Staalmeesterslaanbrug
De Staalmeesterslaanbrug (brug 146P) is een kunstwerk in Amsterdam-Nieuw West. Het viaduct, geheel van beton is gelegen in de Ringweg Amsterdam. Het overspant de verbinding voor voetgangers en fietsers tussen de Staalmeesterslaan (haar naamgever) en de Jan Voermanstraat.
Ze werd van 1969 tot 1972 gebouwd in verband met de toenmalige aanleg van de Ringweg-West (Einsteinweg) vanaf de Jan van Galenstraat zuidwaarts tot aan de Cornelis Lelylaan Op 27 juni 1972 werd de viaducten van de Einsteinweg op het traject Jan van Galenstraat - Cornelis Lelylaan geopend.
De viaducten gingen vanaf 1972 naamloos door het leven met het nummer 146P hetgeen verwijst naar een brug in Amsterdam in beheer bij het rijk of provincie, in dit geval het rijk. Amsterdam vernoemde op 8 december 2017 (bijna) alle viaducten in de ringweg, om een betere plaatsaanduiding te krijgen. Op die datum werd de nieuwe naam Staalmeesterslaanbrug opgenomen in de Basisadministratie Adressen en Gebouwen (BAG). Het bouwwerk werd daarbij vernoemd naar de nabij gelegen Staalmeesterslaan, vernoemd naar het schilderij De staalmeesters van Rembrandt van Rijn.
Ten noordoosten van het viaduct staan twee voormalige kantoorgebouwen. De laagbouw dient tot filiaal van de Hotelschool The Hague. De hoogbouw, een voormalig kantoor van de AMRO Bank, dient tot hotel. Ze zijn beide ontworpen door Piet Zanstra, Ab Gmelig Meyling en Peter de Clercq Zubli.